# Henry Gray
Henry Gray född 1827 i Belgravia, London, England, död 13 juni 1861 i Belgravia, London, var en engelsk kirurg och anatomiforskare, mest känd för att ha gett ut boken Gray’s Anatomy. Han valdes till Fellow of the Royal Society vid 25 års ålder. Den Emmynominerade TV-serien Grey's Anatomy är en ordlek på ovannämnda bok.

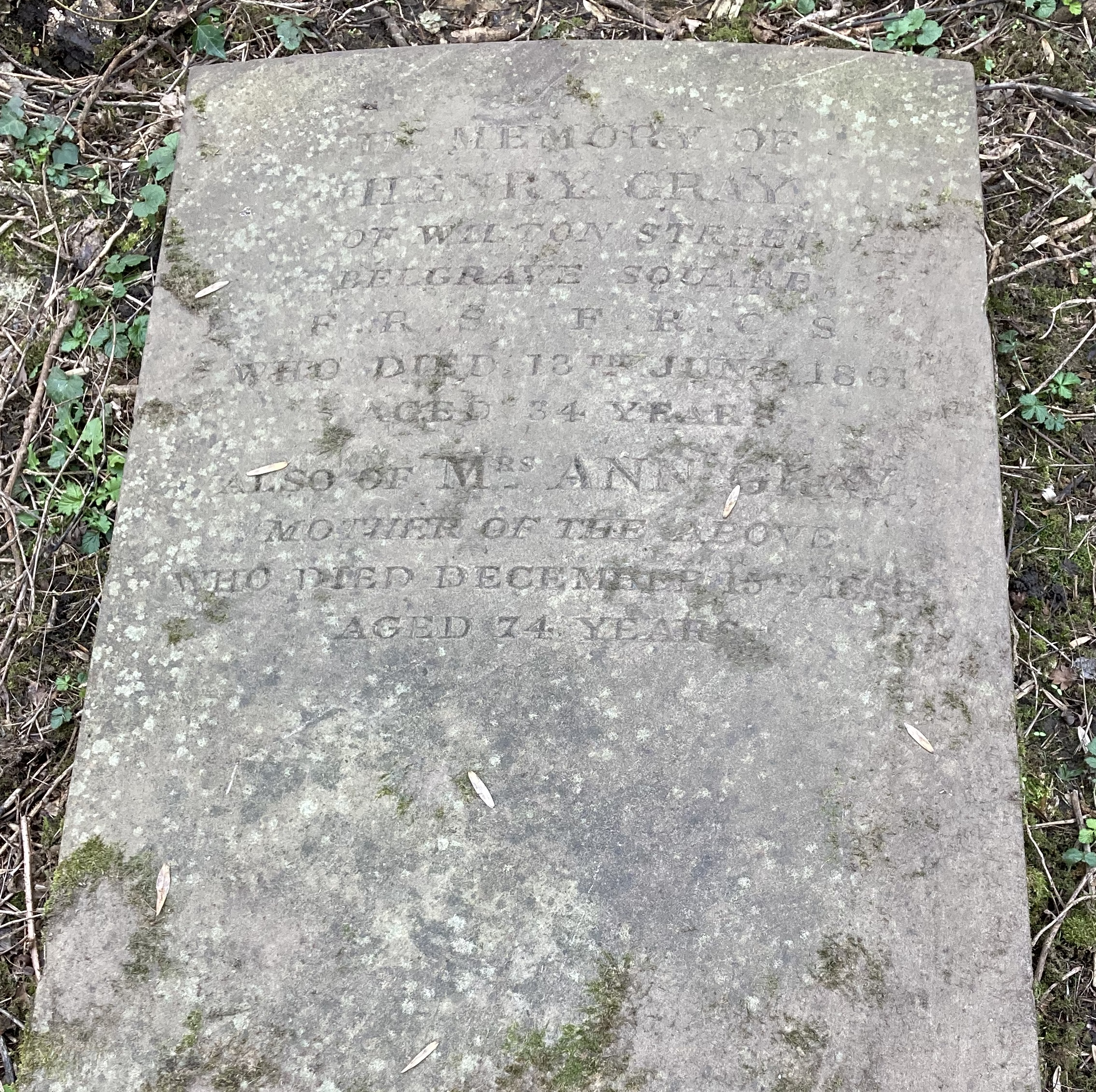
Henry Grays grav på Highgate Cemetery (west side)

## Biografi
Gray bodde större delen av sitt liv i London. År 1842 började han som student vid St. George's Hospital, London (då beläget i Belgravia, nu flyttat till Tooting), och han beskrivs av dem som kände honom som en mycket noggrann och metodisk arbetare, och en som lärde sig sin anatomi genom den långsamma men ovärderliga metoden att göra dissektioner för sig själv. 
Medan Gray fortfarande var student säkrade han treårspriset från Royal College of Surgeons 1848 för en uppsats med titeln The Origin, Connexions and Distribution of nerves to the human eye and its appendages, illustrerad by comparative dissektioner of the eye in other vertebrate animals. År 1852 valdes han, vid 25 års ålder, till fellow i Royal Society, och följande år fick han Astley Cooper-priset på tre hundra guineas för en avhandling "On the structure and Use of Spleen." 
År 1858 publicerade Gray den första utgåvan av Anatomy, som omfattade 750 sidor och innehöll 363 figurer. Han hade turen att säkra hjälp av sin vän Henry Vandyke Carter, en skicklig tecknare och tidigare demonstratör av anatomi på St. George's Hospital. Carter gjorde teckningarna från vilka gravyrerna utfördes. Excellensen av Carters illustrationer bidrog starkt till bokens ursprungliga framgång. Denna utgåva tillägnades Sir Benjamin Collins Brodie, Bart, FRS, DCL. En andra upplaga utarbetades av Gray och publicerades 1860. Boken publiceras fortfarande under titeln Gray's Anatomy och uppskattas allmänt som en auktoritativ lärobok för läkarstudenter.
Gray innehade successivt posterna som demonstratör av anatomi, intendent vid museet och föreläsare av anatomi på St. Georges sjukhus och var 1861 kandidat till posten som assisterande kirurg. 

### Död
Gray drabbades av en attack av sammanflytande smittkoppor, den dödligaste typen av sjukdomen där enskilda skador blir så många att de går samman som en kontinuerlig, "confluent" yta. Han antas ha smittats på grund av sin utökade och noggranna vård av sin tioåriga brorson, Charles Gray, som så småningom återhämtade sig. Den 13 juni 1861, dagen då han skulle framträda för en intervju som en sista kandidat till en prestigefylld tjänst vid St. George's Hospital, dog han vid 34 års ålder. Han begravdes på Highgate Cemetery. Gray hade vaccinerats mot smittkoppor som barn med en av de tidiga formerna av vaccinet.